# Coen Peppelenbos
Coen Peppelenbos (Raalte, 4 oktober 1964) is een Nederlands dichter en schrijver.

## Biografie
Peppelenbos groeide op in Raalte, waar hij het Florens Radewijns College doorliep. Daarna studeerde hij Neerlandistiek in Groningen. Zijn doctoraalscriptie ging over de dichter A. Marja, uit wiens gedichten Peppelenbos samen met Nick ter Wal in oktober 2008 een bloemlezing samenstelde: Ergens halverwege zweven.
Vanaf 1988 is hij werkzaam in het onderwijs. Sinds 1991 is hij als docent verbonden aan de NHL Stenden Hogeschool. Hij is co-auteur van drie verschillende literatuurmethodes voor het middelbaar en hoger onderwijs. Vanaf 1995 recenseert hij literatuur voor de Leeuwarder Courant. Zijn officiële debuut verscheen in maart 2007 onder de titel Sing Sing. De bundel werd goed ontvangen en geprezen om zijn heldere taal en ongecompliceerde gedichten. In juni 2008 publiceerde hij Victorie, een roman waar zijn geboortedorp Raalte goed in te herkennen is.
Peppelenbos is hoofdredacteur van het literair tijdschrift Tzum, dat hij in 1998 oprichtte. Met Doeke Sijens schreef hij de gay-soaps Tavenier (2003), Harde actie (2005) en Eeuwige trouw (2012). Van 2003 tot 2006 stelde hij poëtische wandelingen samen door Amsterdam, Den Haag, Groningen, Rotterdam en Utrecht. Hij treedt geregeld op bij literaire festivals. In 2010 werd de Kees van der Hoef-prijs aan hem toegekend. Op Roze Zaterdag 2011 verschenen de, met Corrie Joosten samengestelde, bloemlezingen Hij zag een kameraad in je en Zacht gezicht aan zacht gezicht, over vriendschappen tussen respectievelijk mannen en vrouwen. Peppelenbos was lid van de stad Groninger Dichtclub.